# George Herd
George Herd (Lanark, Escocia; 6 de mayo de 1936 – 5 de agosto de 2024) fue un futbolista y entrenador de fútbol escocés que jugó en la posición de delantero.

## Carrera

### Club
| Periodo   | Club                                 |
| --------- | ------------------------------------ |
| 1953-1956 | Inverness Thistle FC                 |
| 1956-1957 | Queen's Park FC                      |
| 1957–1961 | Clyde FC                             |
| 1961–1970 | Sunderland AFC                       |
| 1967      | → Vancouver Royal Canadians (cedido) |
| 1970–1971 | Hartlepool United FC                 |

### Selección nacional
Jugó para Escocia en cinco ocasiones de 1958 a 1960 y anotó un gol.

### Entrenador
Dirigió a Queen of the South FC en la temporada de 1980/81, aunque principalmente fue entrenador asistente en equipos como Darlington FC, Seaham Red Star FC y Sunderland RCA.

## Logros

### Club
- Inverness Cup: 1953–54[5]
- Scottish Cup: 1957–58[5][6]
- Glasgow Cup: 1958–59[5][7]
- Glasgow Charity Cup: 1957–58[5][8]

### Individual
- Clyde FC Hall of Fame: 2011[6]